# Salus (Mythologie)

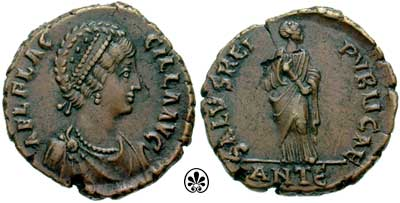
As mit Aelia Flaccilla, auf dem Revers die Salus rei publicae mit Schriftrolle

Salus ist in der römischen Religion die Personifikation des Wohlergehens (lateinisch salus = Wohl, Wohlbefinden, Heil, Sicherheit, Gesundheit). Die weibliche Gottheit Salus bzw. als Heilgöttin Dea salus wurde meist thronend mit Zepter, Schale, Schlange oder mit Getreideähren dargestellt. Salus wurde vor allem mit dem Wohlergehen und der Sicherheit des römischen Staates, seiner Bewohner und in der Kaiserzeit auch der Herrscher in Verbindung gebracht. Entsprechend wurde die Gottheit auch als Salus publica oder als Salus populi Romani bezeichnet.
In der ältesten römischen Geschichte wurde zunächst jedes Jahr, dann in unregelmäßigen Abständen das Fest der Salus als Augurium Salutis gefeiert. Gaius Iunius Bubulcus Brutus gelobte 311 v. Chr. während des zweiten Samnitenkrieges die Errichtung eines Salus-Tempel, der 307 v. Chr. in Auftrag gegeben und am 5. August 302 v. Chr. auf dem Collis Quirinalis geweiht wurde. Möglicherweise gab es schon zuvor einen älteren Salus-Kult auf diesem Hügel.
Häufig wurde Salus in Verbindung mit Semonia verehrt und kann deshalb wohl auch als Saatgöttin angesehen werden. Beeinflusst durch griechisch-hellenistische Vorbilder und verbunden mit der Einführung des Äskulap-Kultes wurde Salus seit dem 2. Jahrhundert v. Chr. auch mit der griechischen Heilgöttin Hygieia verbunden, verlor damit aber nicht ihren Charakter als allgemeine Schutzgöttin des römischen Staates. Augustus errichtete noch 10 v. Chr. der Salus populi Romani einen Altar.

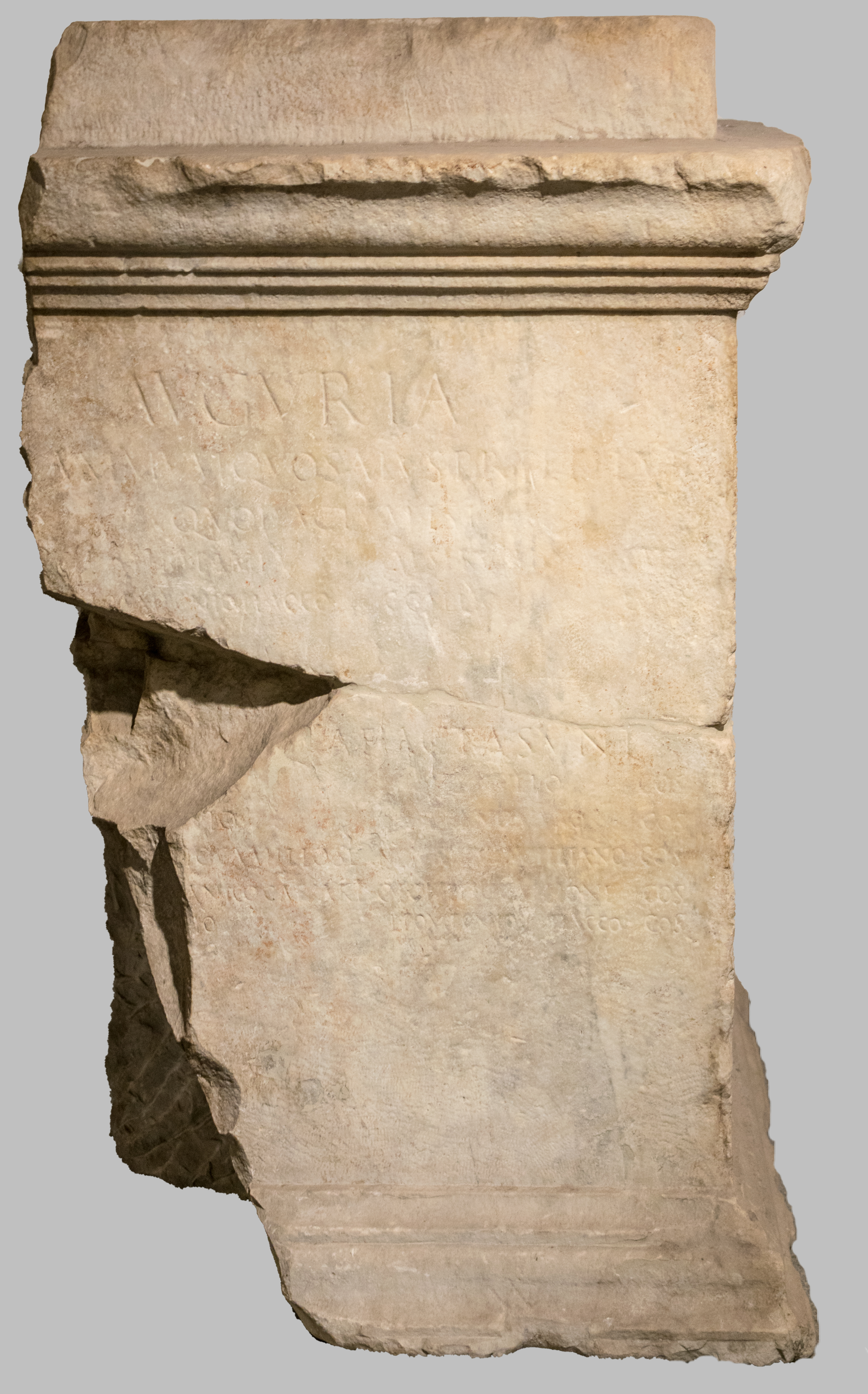
Erhaltene Marmorbasis für eine Bronzestatue; die Inschrift bezieht sich auf das 17 n. Chr. in Rom gefeierte augurium Salutis populi Romani

In augusteischer Zeit wurde das Fest des Augurium Salutatis zu Ehren des Kaisers gefeiert. Ein entsprechendes Fest des Kaisers Claudius ist für das Jahr 49 bezeugt. Die Göttin erfuhr als Salus Augusta große Verehrung als Göttin des staatlichen und kaiserlichen Wohlergehens. Vor allem unter Galba und Vespasian gab es eine erneute Renaissance dieses Kultes, jetzt jedoch als Zeichen der staatlichen Wiederherstellung nach der Herrschaft der Kaiser der julisch-claudischen Dynastie. Bis in die Zeit Hadrians werden auch häufig Darstellungen der Salus im Zusammenhang des Wohlergehens der Provinzen als Teil des Reiches nachgewiesen. Besonders verbreitet waren diese in Lusitanien und in der Baetica.